# گهلبرگ
گهلبرگ (به آلمانی: Gehlberg) یک شهر در آلمان است که در ایلم-کرایس واقع شده‌است. گهلبرگ  ۷۶۳ نفر جمعیت دارد.

## خواهرخوانده
شهر Breuna خواهرخواندهٔ گهلبرگ هست.